# Peugeot 202

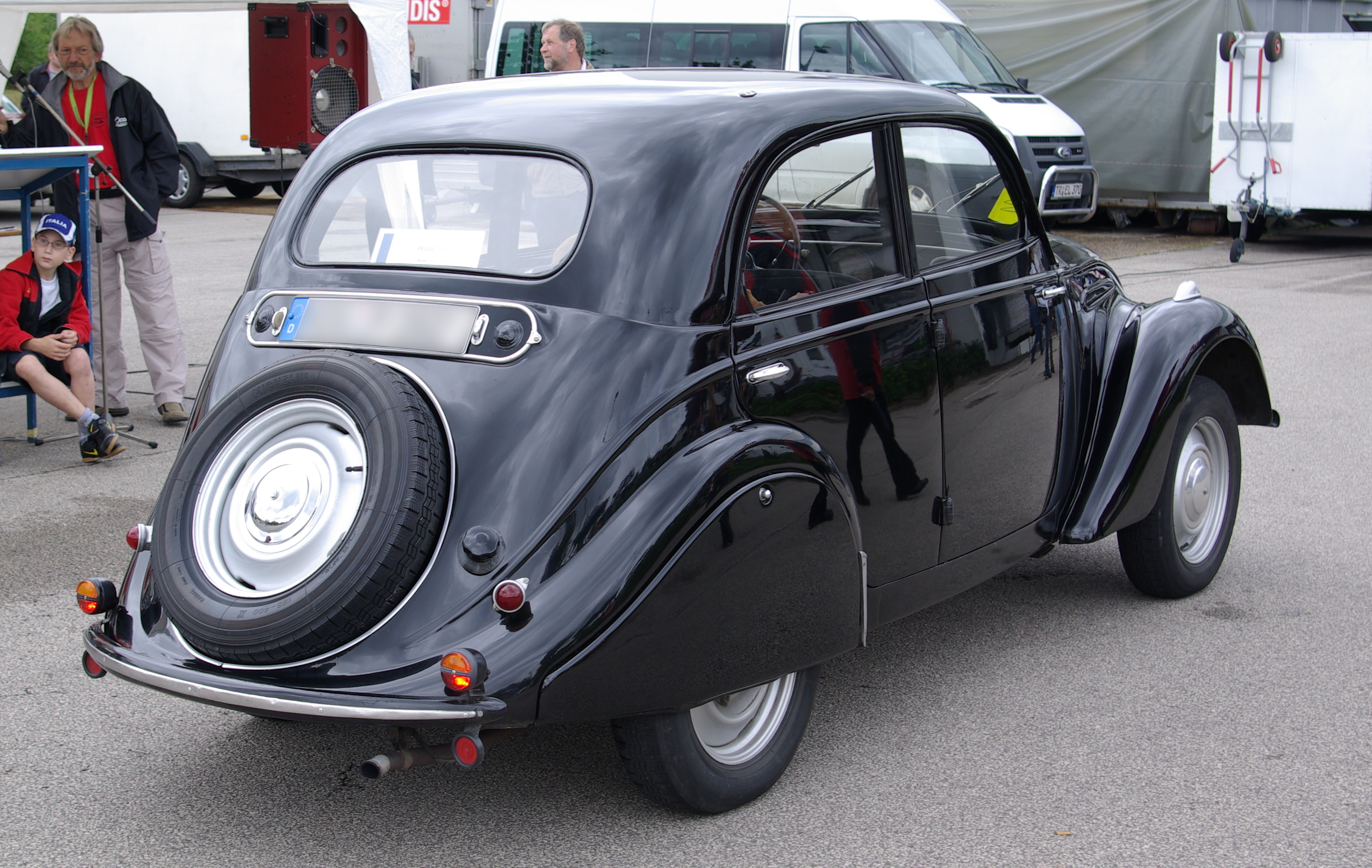
Peugeot 202, вид сзади.

Peugeot 202 — субкомпактный автомобиль, выпускавшийся компанией Peugeot в 1938—1942 и 1945—1948 годах. Общий выпуск к моменту завершения продаж и перехода на новую модель Peugeot 203 составил 104 126 экземпляров.

## История
Хотя производство 202-й модели началось в январе 1938 года, формально компания приступила к её выпуску со 2 марта, после официальной презентации, проведенной в Булонском лесу.  В предыдущем 1937 году, во время осеннего Парижского автосалона, компания Пежо устроила среди его посетителей своеобразный "референдум", с целью выявления потребительских ожиданий от нового автомобиля малого класса, находящегося на стадии разработки. Неизвестно, было ли у неё достаточно времени на внедрение всех полученных предложений, но сама возможность поучаствовать в решении судьбы автомобиля, определённо выработала позитивное отношение в прессе к новой модели "202".
Наиболее узнаваемым элементом дизайна 202-й модели, как и у её двух «старших сестер», 302 и 402 (от которых она визуально отличалась меньшими габаритами и иными очертаниями воздухозаборников, расположенных по бокам крышки капота), были фары, расположенные за решёткой радиатора. Аккумулятор размещался под фарами, что облегчало доступ к нему и позволяло придать автомобилям Пежо модные в те годы обтекаемые формы.
Двигатель «Peugeot TG», в отличие от имевшегося на запущенном в производство годом ранее ближайшем конкуренте, Renault Juvaquatre, REF 488, был уже верхнеклапанным.
Начиная с модели Peugeot 201 (1931 год), на автомобилях компании устанавливалась независимая подвеска передних колёс, эта конструктивная особенность была характерна для всей гаммы легковых Пежо, выпускавшихся во второй половине 1930-х годов.
Первоначально, Пежо-202 предлагалась к продаже лишь с 4-дверным кузовом седан с двумя вариантами отделки салона, обычном и "люкс". Объём продаж достигнувший в течение 1938 года почти 20000, побудил производителя предложить эту модель также с кузовом кабриолет и как лимузин с удлинённой базой и шестью боковыми окнами. С 1948 года седан выпускался с металлическим люком в крыше.
Доступ к багажнику осуществлялся только изнутри автомобиля (для этого требовалось приподнять спинку заднего сиденья), поэтому снаружи большинства моделей крышка багажника отсутствовала. Она имелась у двухместного двухдверного кабриолета, который стоил на 30% больше, чем седан. Близок по цене к седану был конструктивно весьма подобный четырёхдверный четырёхместный автомобиль с кузовом "berline decouvrable" и полностью съёмной крышей. Передние двери моделей Peugeot 202 и 203 были заднепетельными.
Производство автомобиля прекратилось в 1942 году, но уже в начале 1945 была выпущена пробная серия машин в 20 экземпляров. После войны, в середине 1946 года выпуск на заводе в Сошо возобновился и продолжался до 1948 года, а продажи 202-й модели завершились годом позже.
Вплоть до снятия с производства, в конструкцию автомобиля вносились небольшие изменения. С 1946 года (на модели BH) стали устанавливать гидравлические тормоза Lockheed, сменившие старые с тросовым приводом фирмы Bendix. Вскоре после этого появился небольшой перчаточный ящик. В 1948 году на колёса ставили хромированные колпаки дисков, автомобиль получил новые гидравлические амортизаторы (подобные позже устанавливались на следующей модели, 203 model). Колёсные диски довоенного образца с отверстиями, подобные аналогичным типа "Pilote" на Citroen Traction Avant, были заменены упрощёнными штампованными.
Между 1947 и 1949 годами компания выпустила 3015 Пежо-202 с деревянным кузовом типа "хетчбэк": эта модель с несколько удлинённым шасси, которое позже устанавливалось и на остальных модификациях стоила на 55% дороже седана. Широкое применение дерева возвращало компанию Пежо назад к технологиям довоенного периода, не использовавшимися ей с момента завершения выпуска Type 190 в 1934 году; согласно заявлениям производителя, компания таким образом пыталась преодолеть имевшийся в послевоенной Франции дефицит листовой стали.
Автомобили данного класса во Франции на тот момент предлагали лишь две фирмы, зато выпускались они с широким ассортиментом кузовов. Второй была Simca со всё ещё популярной Simca 8.
Последней версией, представленной в октябре 1948 года, был Peugeot 202 "Affaires", с несколько упрощённой комплектацией: были ликвидированы люк в крыше и печка, устанавливались более тонкие шины. Цена этой модели составляла 320,000 франков, что было на 6% ниже стоимости стандартного комплекта. Выпуск кабриолета прекратился вскоре после закрытия автосалона 1948 года October 1948 Motor Show: компания сконцентрировалась на подготовке выпуска и рекламе следующей, более крупной и мощной модели Peugeot 203.
В 1949 году она официально сменила Peugeot 202. К субкомпатным автомобилям компания Пежо вернулась лишь в 1972 году, выпустив модель 104.

## Галерея

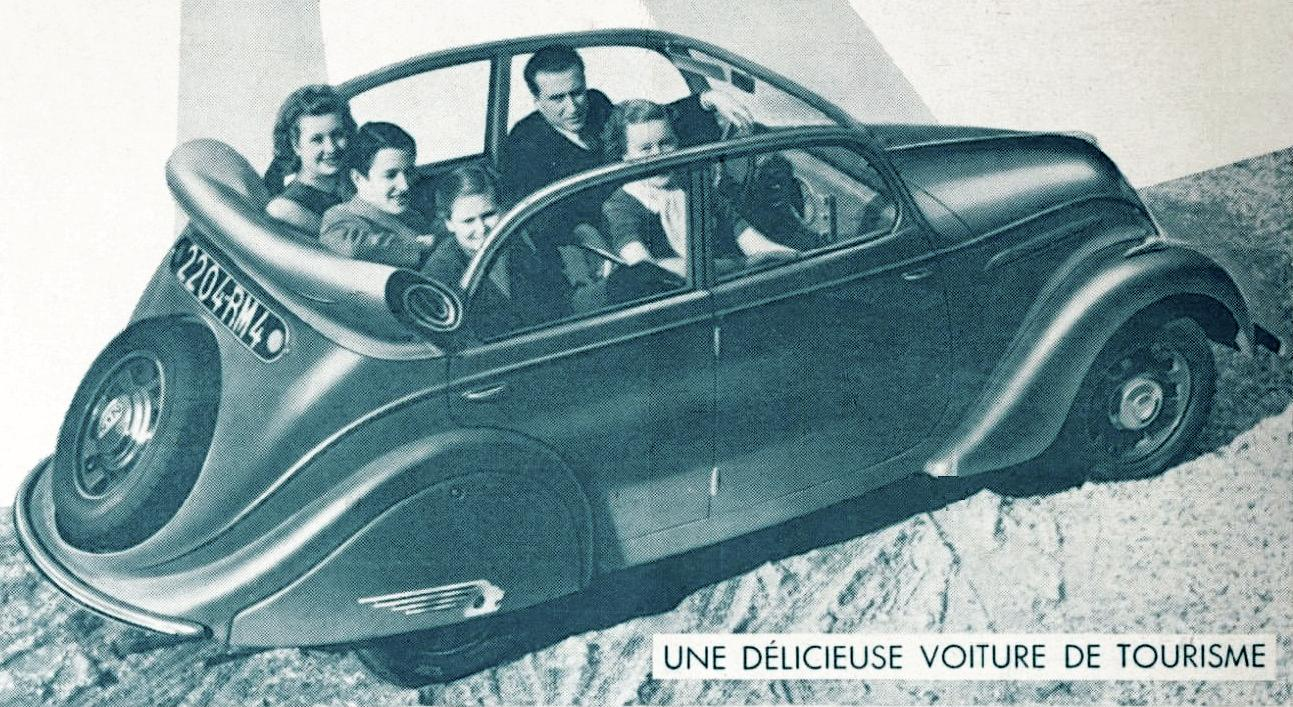
Пежо 202 на рекламе 1939 года.
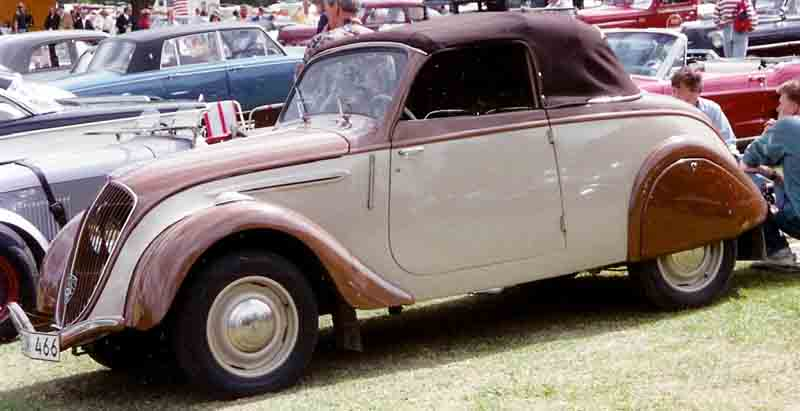
Coupe Decapotable (1948)
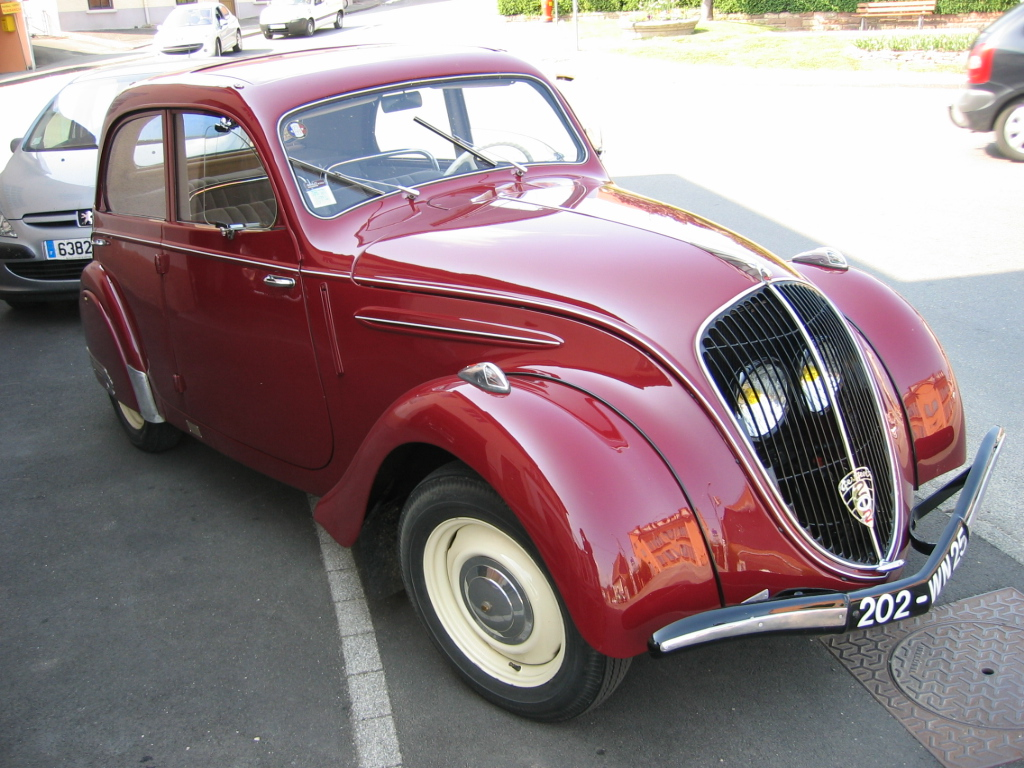
Двухдверный кабриолет
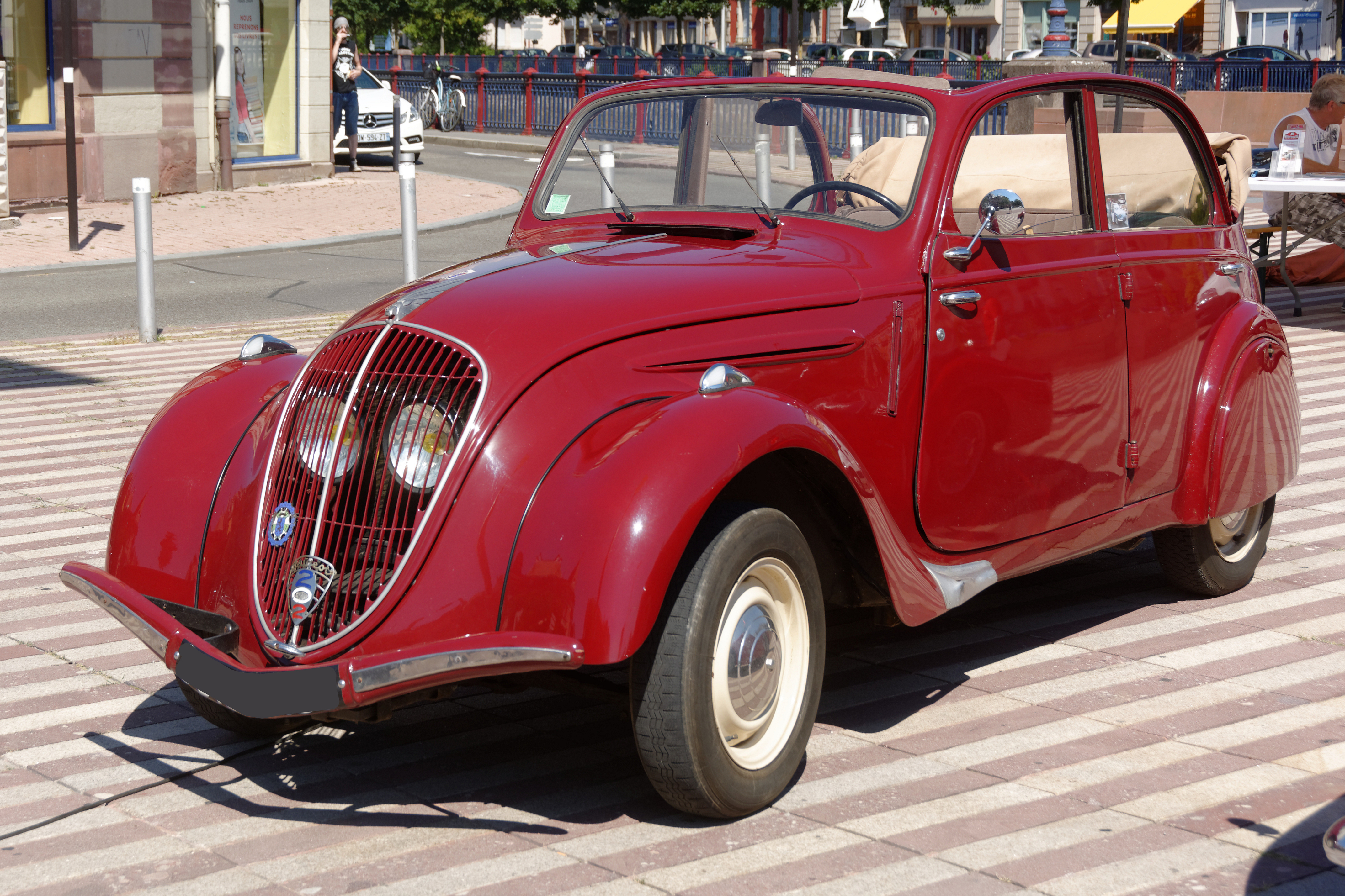
Кузов «Berlina decouvrable»
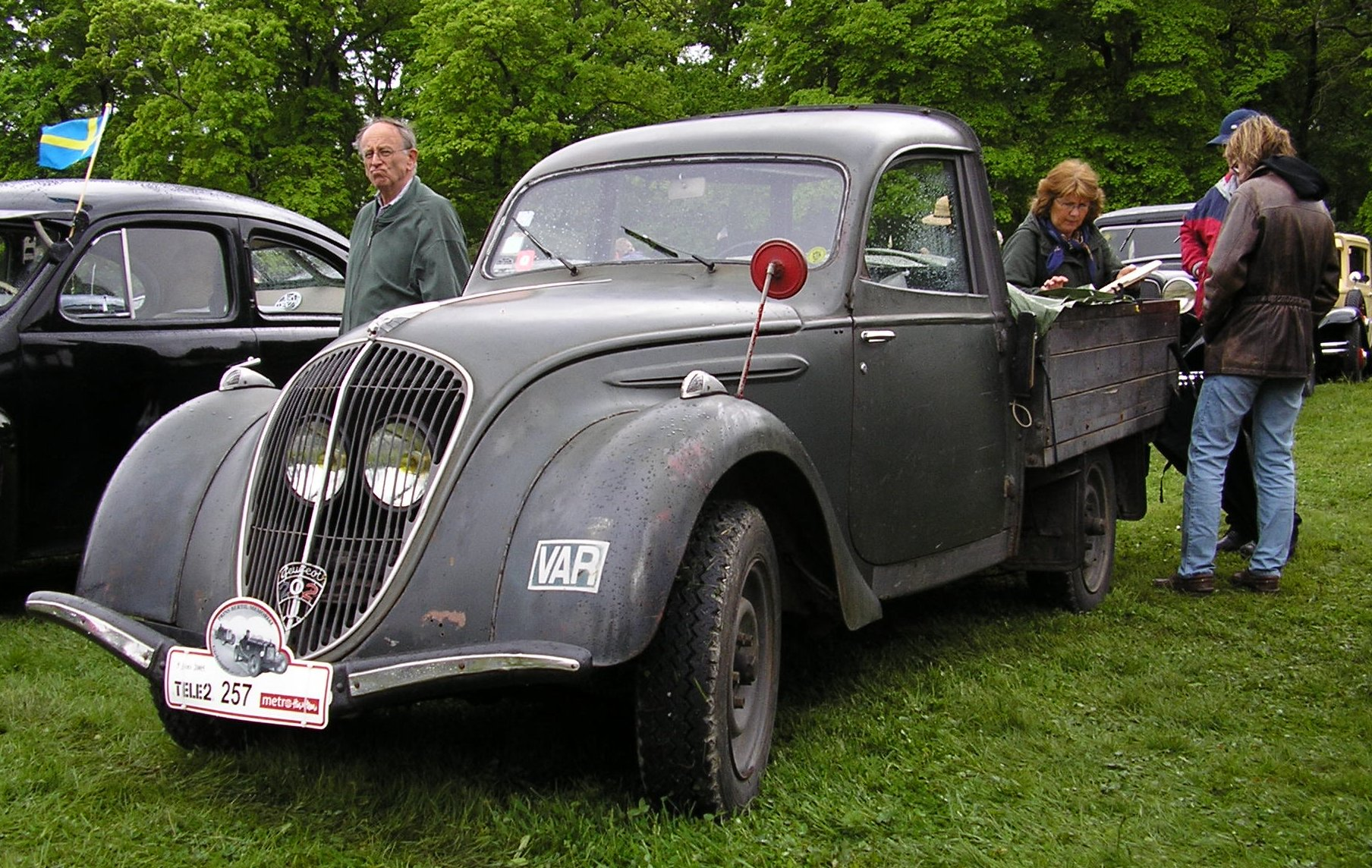
Пикап
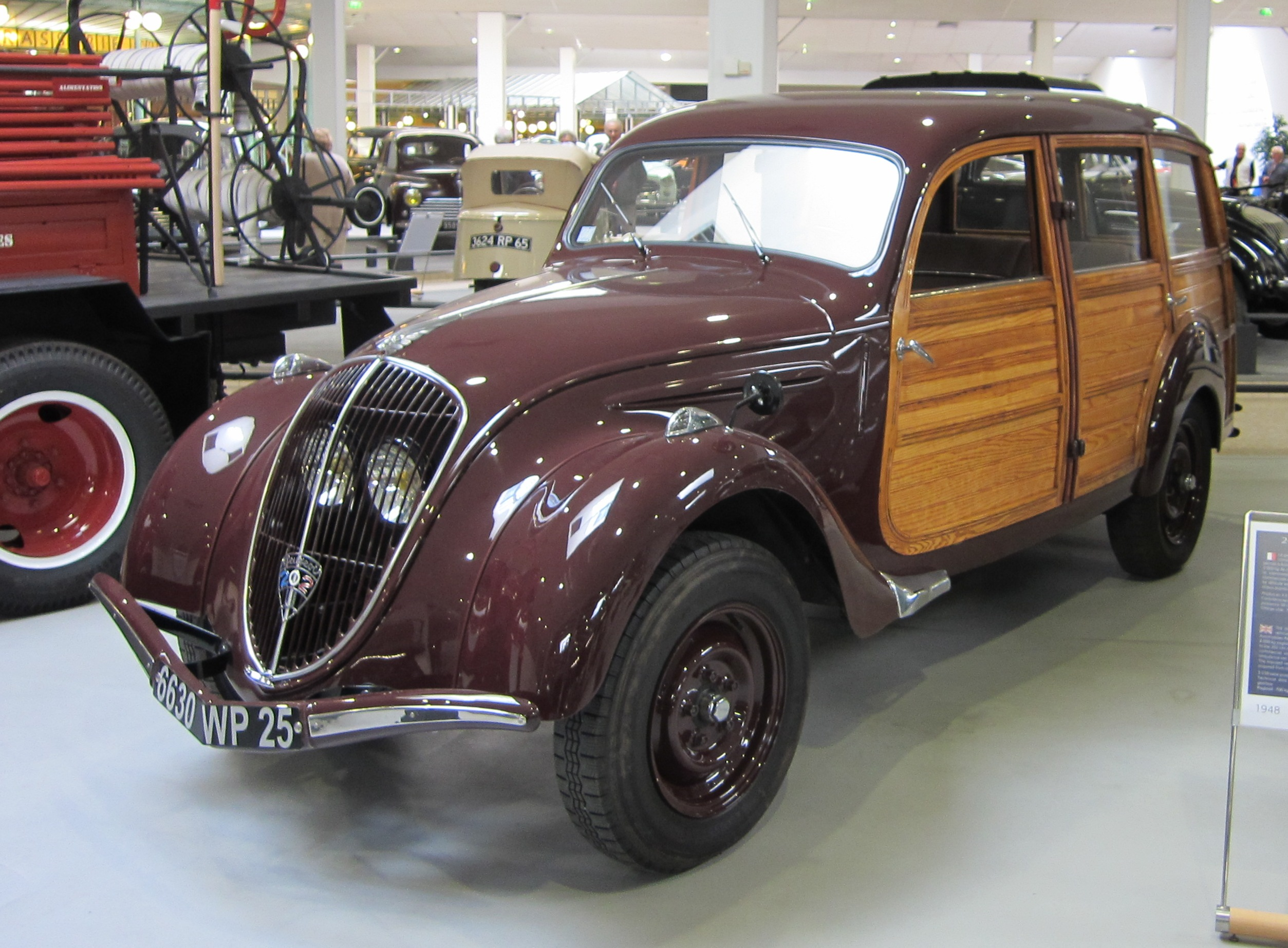
Послевоенный хетчбэк Peugeot 202 UH.
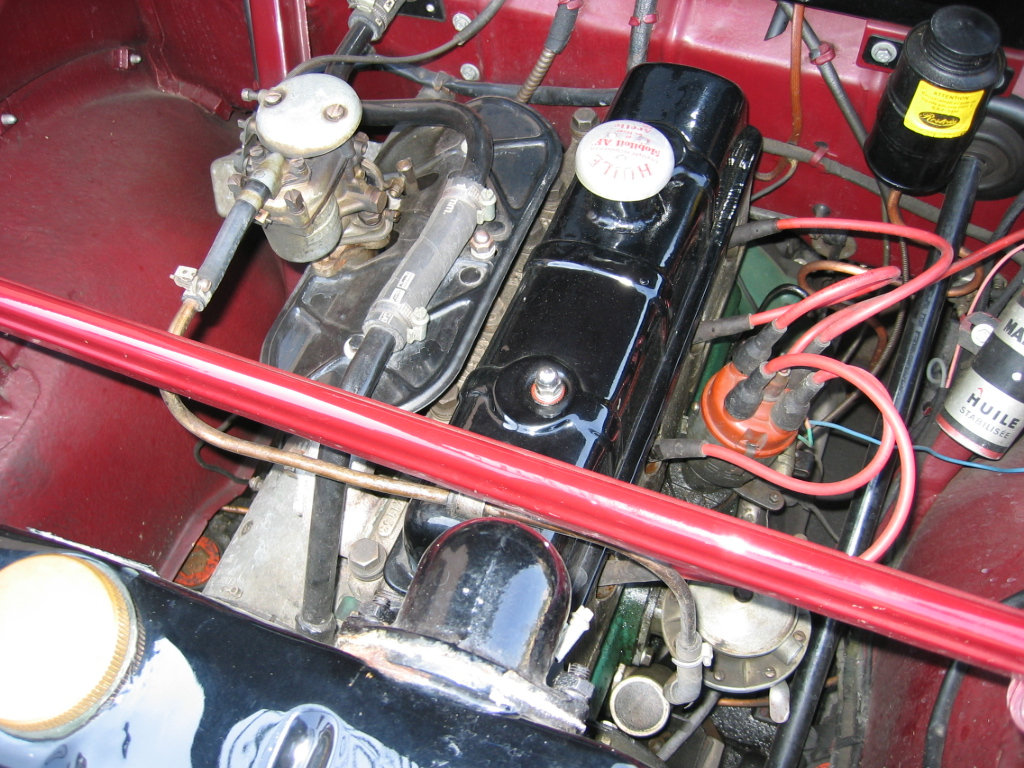
Двигатель
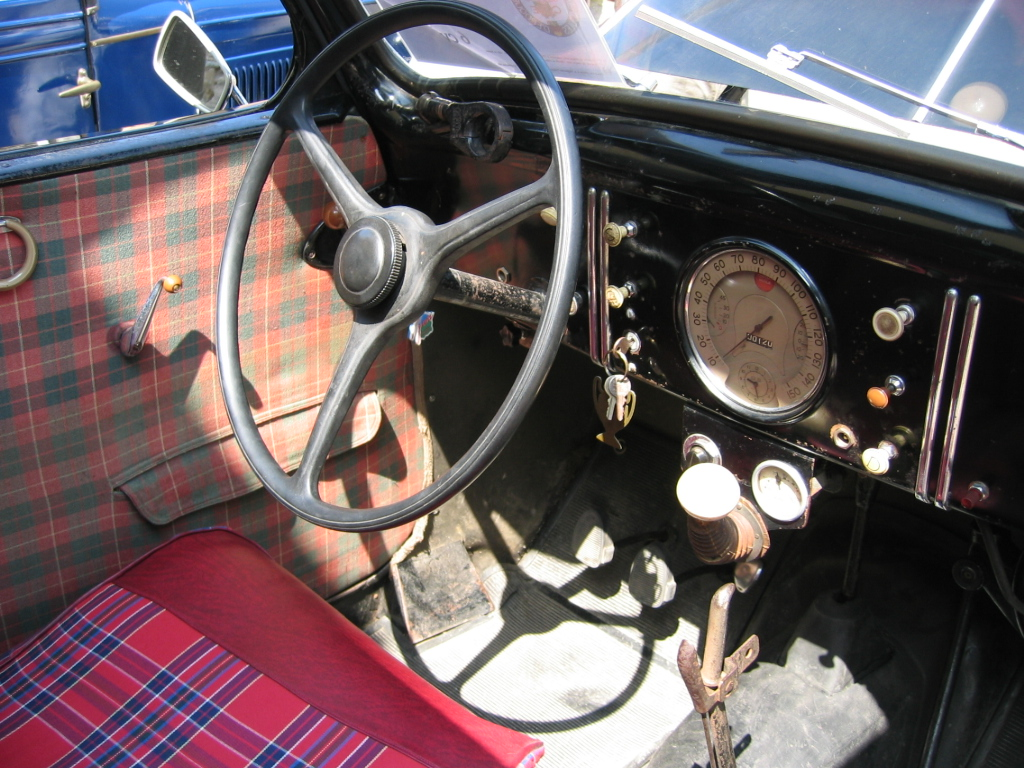
Ранний вариант интерьера
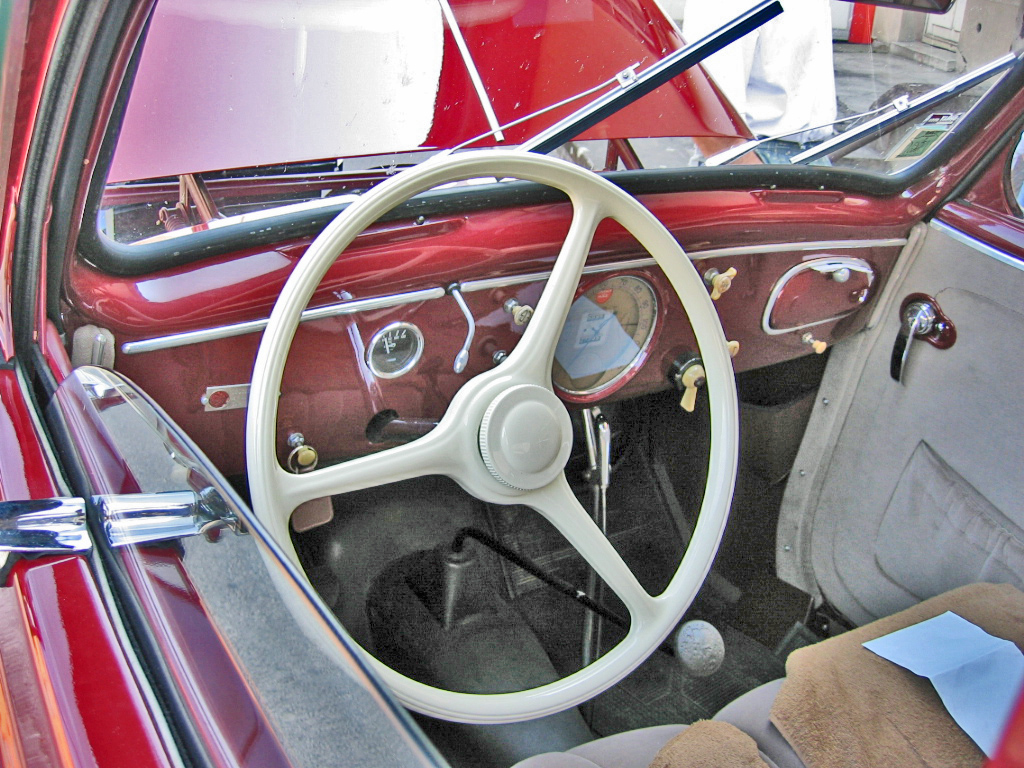
Интерьер послевоенных автомобилей
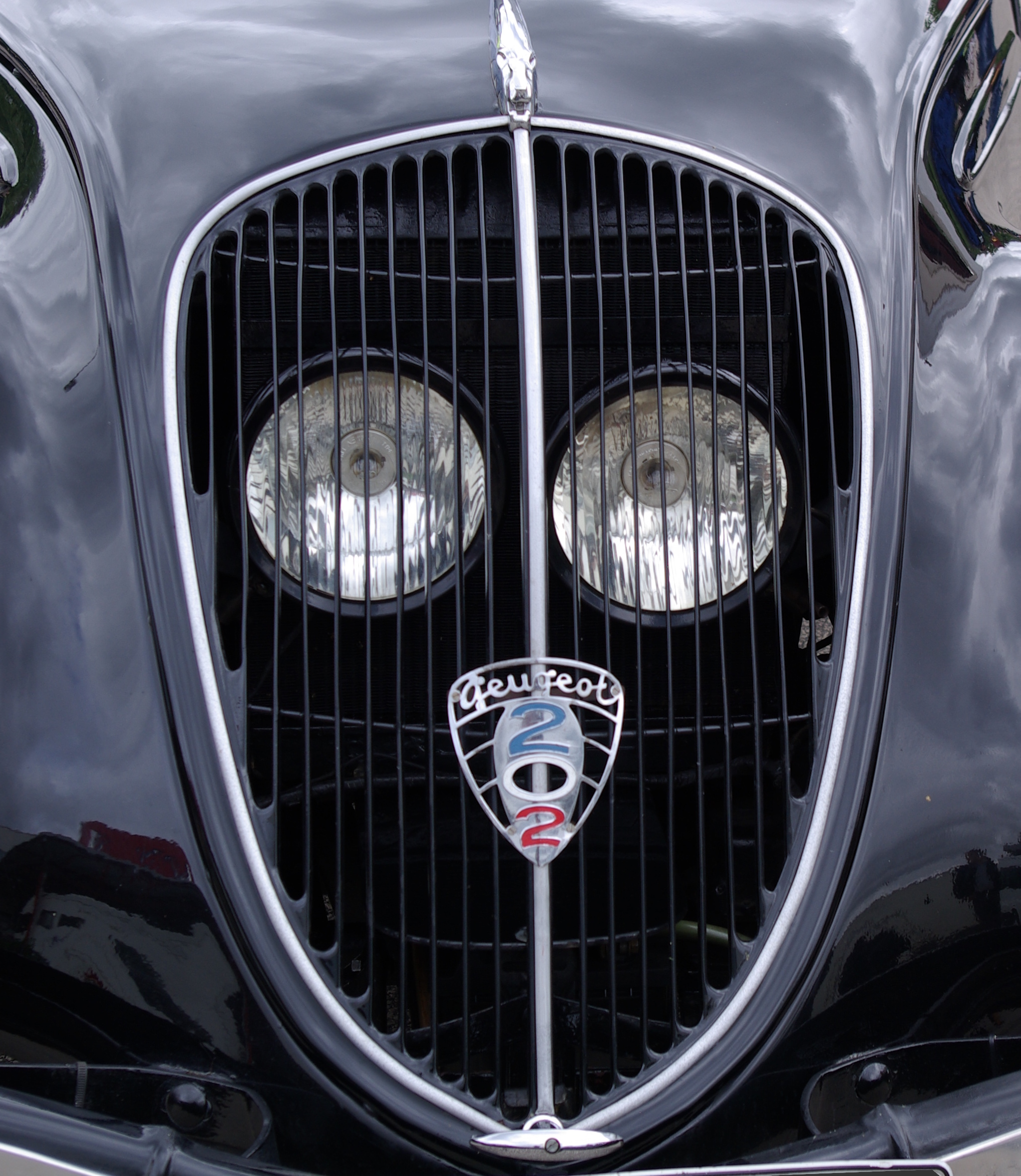
Шильдик компании-производителя на фоне расположенных за решёткой радиатора фар.

## Автомобиль в массовой культуре

### В кинематографе

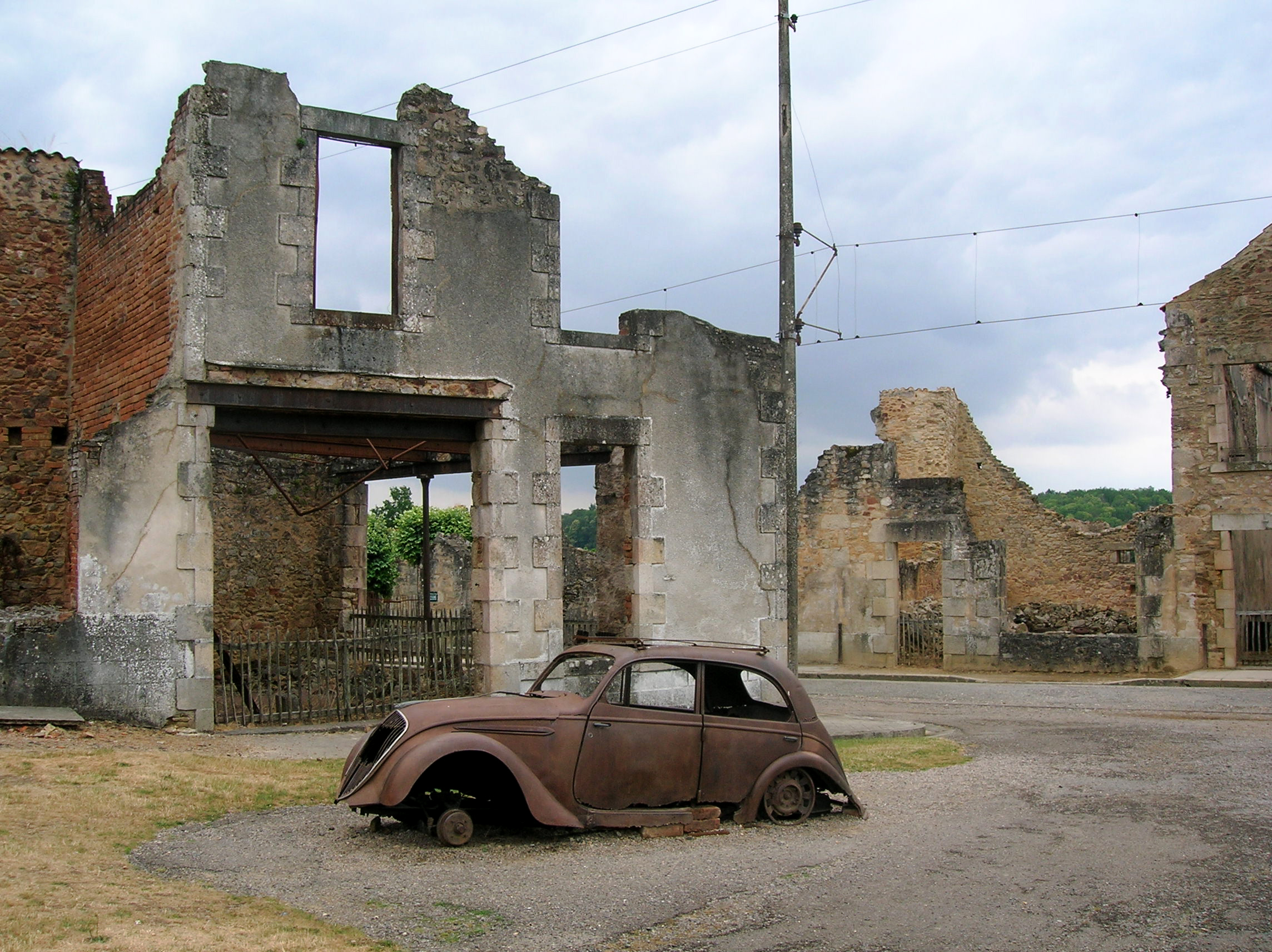
Peugeot 202 в Орадуре

Начиная с 1938 года, Peugeot 202 появлялся во многих французских и иностранных кинофильмах различных жанров, среди которых наиболее известны «Порочные», «Головой о стену», «Уикенд на берегу океана», «Большая прогулка», «Бон вояж!», «Чужая родня» и «Сумасшедшая история Макса и Леона».
Также он фигурирует в предисловии документальной ленты «Мир в войне», повествующем о событиях в Орадуре.

### В компьютерных играх
- Medal of Honor (1999)
- Первая часть Call of Duty (2003)

### В комиксах
- «Libellule s'evade» (автор Жиль Журдан)

### В сувенирной и игровой индустрии
Известны модели Peugeot 202, выпускаемые следующими фирмами:
- IXO/Altaya CIXJ000012 Peugeot 202 '46 1:43
- Norev 472203 - Peugeot 202 Michelin black 1:43
- Norev — Peugeot 202 Camionette 1:43
- Norev — Peugeot 202 UH poste 1946
- Paradcar 103 — Peugeot 202 Eclipse
- Provence Moulage — Peugeot 202 sanitaire
- Tacot 9473 — Peugeot 202 Break Familiale (resin kit)